# Coniosporium bambusae
Coniosporium bambusae är en svampart som först beskrevs av Thüm. & P.C. Bolle, och fick sitt nu gällande namn av Pier Andrea Saccardo 1880. Coniosporium bambusae ingår i släktet Coniosporium, ordningen Chaetothyriales, klassen Eurotiomycetes, divisionen sporsäcksvampar och riket svampar.   Inga underarter finns listade i Catalogue of Life.